# Марта Месарош
Ма́рта Ме́сарош (угор. Mészáros Márta; нар. 19 вересня 1931, Будапешт, Угорщина) — угорська кінорежисерка. Лауреатка «Золотого» та «Срібного» Ведмедів Берлінського кінофестивалю, премії ФІПРЕССІ Каннського кінофестивалю, «Срібної мушлі» Міжнародного кінофестивалю в Сан-Себастьяні, Почесного «Скіфського оленя» Київського міжнародного кінофестивалю «Молодість» (2016) та ін. .

## Біографія
Марта Месарош народилася 19 вересня 1931 року в Будапешті, Угорщина, в сім'ї відомого скульптора Ласло Месароша. Через чотири роки після народження Марти Ласло Месарош з сім'єю переїхав в СРСР, де загинув у ГУЛАГу. До Угорщини Марта повернулася після війни, закінчила середню школу в Будапешті, потім повернулася до Москви і вступила до ВДІКу, де її педагогами були Олександр Довженко, Лев Кулешов, Іван Пир'єв, Сергій Герасимов. Закінчивши ВДІК у 1956 році, Марта Месарош працювала в Бухаресті на студії документальної хроніки, де як режисерка знімала науково-популярні і мистецтвознавчі фільми.
У 1968 Месарош дебютувала повнометражним ігровим фільмом «Минулий день». У 1975 році поставила стрічку «Удочеріння», яка стала успіхом режисерки та принесла їй головний приз 35-го Берлінського міжнародного кінофестивалю (1985) — Золотого ведмедя.
Світову славу Марті Месарош принесла автобіографічна кінотрилогія, розпочата у 1984 році стрічкою «Щоденник для моїх дітей» (наступні фільми: «Щоденник для моїх коханих» (1986) та «Щоденник для моїх батьків» (1990)). Автобіографічний фільм, сюжетом для якого стала трагічна історія сім'ї Месарош, був удостоєний Гран-прі 37-го Каннського міжнародного кінофестивалю.
За час свєї кінокар'єри (з 1954 по 2016 роки) Марта Месарош зняла 62 стрічки, є сценаристкою 26-ти з них. Вона також має досвід роботи монтажеркою, продюсеркою і операторкою. Працювала з такими акторами як Дельфін Сейріг, Марина Владі, Анна Каріна, Фанні Ардан, Ізабель Юппер, Ян Новицький, Єжи Радзивилович, Олаф Любашенко, Ольга Дроздова. У фільмі «Їх двоє» (1977) знявся Володимир Висоцький.
У жовтні 2016 року Марта Месарош стала гостею 46-го Київського міжнародного кінофестивалю «Молодість», де їй було вручено Почесного «Скіфського оленя» «за внесок у світове кіномистецтво». Її фільм «Непохований» було показано в рамках програми «Угорська рапсодія» фестивалю.
Марта Месарош входила до складу журі 26-го Берлінського міжнародного кінофестивалю (1976), 40-го Венеційського міжнародного кінофестивалю (1983) та 17-го Московського міжнародного кінофестивалю (1991).
У 1958 році одружилася з кінорежисером Міклошем Янчо, народила двох синів, тепер вони — кінооператори, допомагають матері. У середині 1960-х пара розлучилася.

## Фільмографія
| Рік  |     | Назва українською                   | Оригінальна назва          | Режисерка | Сценаристка | Продюсерка | Операторка |
| ---- | --- | ----------------------------------- | -------------------------- | --------- | ----------- | ---------- | ---------- |
| 1954 |     | ..і знову посміхаються              | ...és újtra mosolyognak    | Так       |             |            |            |
| 1955 | к/м | Історія Альбертфальва               | Albertfalvai történetek    | Так       |             |            |            |
| 1955 | к/м | На тій стороні площі Кальвін        | Túl a Cálvin téren         | Так       |             |            |            |
| 1955 | к/м | Звичайні історії                    | Mindennapi történet        | Так       |             |            |            |
| 1956 |     | Подорожні на шосе                   | Országutak vándora         | Так       |             |            |            |
| 1957 | к/м | Усі діти повинні посміхатися        | Sa zîmbeasca toti copii    | Так       |             |            |            |
| 1958 | к/м | Літнє поле під парами               | Popas în tabara de vara    | Так       |             |            |            |
| 1959 | к/м | Рух до майбутнього                  | Schimbul de mîine          | Так       |             |            |            |
| 1960 |     | І від нас залежить                  | Rajtunk is múlik           | Так       | Так         |            |            |
| 1960 |     | Голова кооперативу                  | Egy TSZ elnökröl           | Так       | Так         |            |            |
| 1960 | к/м | Вирощування персиків                | Az öszibarack termesztése  | Так       | Так         |            |            |
| 1960 | к/м | Структура планування                | Szerkezettervezés          | Так       |             |            |            |
| 1960 |     | Мистецтво продажу                   | Az eladás müvészete        | Так       |             |            |            |
| 1961 |     | Серцебиття                          | Szívdobogás                | Так       | Так         |            |            |
| 1961 |     | Виробництво Данулону                | Danulongyártás             | Так       |             |            |            |
| 1961 |     | Вашархейські колорити               | Vásárhelyi színek          | Так       |             |            |            |
| 1961 |     | Стебло і ріст коренів               | A szár és gyökér fejlödése | Так       | Так         |            |            |
| 1962 |     | Місто підлітків                     | Kamaszváros                | Так       |             |            |            |
| 1962 |     | Діти і книги                        | Gyerekek — könyvek         | Так       |             |            |            |
| 1962 |     | Фабрика виробництва яєць            | Nagyüzemi tojástermelés    | Так       |             |            |            |
| 1962 |     | Чари м'яча                          | A labda varázsa            | Так       |             |            |            |
| 1962 |     | Янош Торньяї                        | Tornyai János              | Так       |             |            |            |
| 1963 |     | 27 липня 1963 року, сббота          | 1963. július 27, szombat   | Так       |             |            |            |
| 1963 |     | Кохання                             | Szeretet                   | Так       |             |            |            |
| 1963 |     | Робота або покликання?              | Munka vagy hiratás         | Так       |             |            |            |
| 1964 |     | Волаюче                             | Kiáltó                     | Так       |             |            |            |
| 1964 |     | Місто художників — Сентендре        | Festök városa — Szentendre | Так       |             |            |            |
| 1964 |     | Чубок                               | Bóbita                     | Так       |             |            |            |
| 1965 |     | 15 хвилин — 15 років                | 15 perc — 15 évröl         | Так       |             |            |            |
| 1966 |     | Веспрем — місто дзвонів             | Harangok városa — Veszprém | Так       |             |            |            |
| 1966 |     | Міклош Боршош                       | Borsos Miklós              | Так       |             |            |            |
| 1967 |     | Минулий день                        | Eltávozott nap             | Так       | Так         |            |            |
| 1968 |     | Скульптор Ласло Месарош             | Mészáros László emlékére   | Так       |             |            |            |
| 1969 |     | Ореол навколо місяця                | Holdudvar                  | Так       | Так         |            |            |
| 1970 |     | Не плачте, красуні!                 | Szép lányok, ne sírjatok!  | Так       |             |            |            |
| 1971 |     | Льорінцська прядильня               | A lörinci fonóban          | Так       |             |            |            |
| 1973 |     | Вільне дихання                      | Szabad lélegzet            | Так       | Так         |            |            |
| 1973 | т/ф | Кінець вересня                      | Szeptember végén           | Так       |             |            |            |
| 1975 |     | Удочеріння                          | Örökbefogadás              | Так       | Так         |            | Так        |
| 1976 |     | Дев'ять місяців                     | Kilenc hónap               | Так       | Так         |            |            |
| 1977 |     | Вони удвох                          | Ök ketten                  | Так       | Так         |            |            |
| 1978 |     | Майже як вдома                      | Olyan, mint otthon         | Так       | Так         |            |            |
| 1979 |     | В дорозі                            | Útközben                   | Так       | Так         |            |            |
| 1980 |     | Друга дружина                       | Örökség                    | Так       | Так         |            |            |
| 1981 |     | Анна                                | Anna                       | Так       | Так         |            |            |
| 1982 |     | Щоденник для моїх дітей             | Napló gyermekeimnek        | Так       | Так         |            |            |
| 1983 |     | У країні міражів                    | Délibábok országa          | Так       |             |            |            |
| 1985 | к/м | Аве Марія                           | Ave Maria ...              | Так       |             |            |            |
| 1987 |     | Щоденник для моїх коханих           | Napló szerelmeimnek        | Так       | Так         |            |            |
| 1988 |     | Прощавай, Червоний Капелюшку        | Bye bye chaperon rouge     | Так       | Так         |            |            |
| 1990 |     | Щоденник для моїх батьків           | Napló apámnak, anyámnak    | Так       | Так         |            |            |
| 1992 | т/ф | Едіт і Марлен                       | Edith és Marlene           | Так       |             |            |            |
| 1994 |     | Ембріон                             | A magzat                   | Так       | Так         |            |            |
| 1996 |     | Сьома кімната                       | A hetedik szoba            | Так       | Так         |            |            |
| 1997 |     | Три дати                            | Három dátum                | Так       |             |            |            |
| 1998 |     | Доньки щастя                        | A Szerencse lányai         | Так       | Так         |            |            |
| 1999 |     | Маленька Вільма — Останній щоденник | Kisvilma — Az utolsó napló | Так       | Так         |            |            |
| 2000 | к/м | Дивовижний мандарин                 | Csodálatos mandarin        | Так       |             | Так        |            |
| 2004 |     | Непохований                         | A temetetlen halott        | Так       | Так         |            |            |
| 2009 |     | Останній донос на Анну              | Utolsó jelentés Annáról    | Так       | Так         |            |            |
| 2012 |     | Угорщина 2011                       | Magyarország 2011          | Так       | Так         |            |            |

## Визнання
| Нагороди та номінації Марти Месарош        | Нагороди та номінації Марти Месарош                           | Нагороди та номінації Марти Месарош | Нагороди та номінації Марти Месарош |
| Рік                                        | Категорія                                                     | Фільм                               | Результат                           |
| ------------------------------------------ | ------------------------------------------------------------- | ----------------------------------- | ----------------------------------- |
| Берлінський міжнародний кінофестиваль      |                                                               |                                     |                                     |
| 1975                                       | Золотий ведмідь                                               | Удочеріння                          | Перемога                            |
| 1975                                       | Приз Міжнародної Католицької організації в царині кіно (OCIC) | Удочеріння                          | Перемога                            |
| 1975                                       | Приз імені Отто Дібеліуса міжнародного євангельського журі    | Удочеріння                          | Перемога                            |
| 1975                                       | Нагорода CIDALC                                               | Удочеріння                          | Перемога                            |
| 1977                                       | Приз Міжнародної Католицької організації в царині кіно (OCIC) | Дев'ять місяців                     | Перемога                            |
| 1987                                       | Золотий ведмідь                                               | Щоденник для моїх коханих           | Номінація                           |
| 1987                                       | Срібний ведмідь                                               | Щоденник для моїх коханих           | Перемога                            |
| 1987                                       | Приз Міжнародної Католицької організації в царині кіно (OCIC) | Щоденник для моїх коханих           | Перемога                            |
| 1994                                       | Золотий ведмідь                                               | Ембріон                             | Номінація                           |
| 2004                                       | Камера Берлінаре                                              | Марта Месарош                       | Перемога                            |
| Міжнародний кінофестиваль у Чикаго         |                                                               |                                     |                                     |
| 1975                                       | Золотий Г'юго за найкращий ігровий фільм                      | Удочеріння                          | Номінація                           |
| 1984                                       | Золотий Г'юго за найкращий ігровий фільм                      | Щоденник для моїх дітей             | Номінація                           |
| 2010                                       | Золота таріль за найкращу режисуру ігрового фільму            | Останній донос на Анну              | Перемога                            |
| Каннський міжнародний кінофестиваль        |                                                               |                                     |                                     |
| 1977                                       | Приз ФІПРЕССІ (Паралельна секція)                             | Дев'ять місяців                     | Перемога                            |
| 1980                                       | Золота пальмова гілка                                         | Друга дружина                       | Номінація                           |
| 1984                                       | Золота пальмова гілка                                         | Щоденник для моїх дітей             | Номінація                           |
| 1984                                       | Гран-прі журі                                                 | Щоденник для моїх дітей             | Перемога                            |
| Міжнародний кінофестиваль у Сан-Себастьяні |                                                               |                                     |                                     |
| 1978                                       | Срібна мушля                                                  | Майже як вдома                      | Перемога                            |
| Венеційський міжнародний кінофестиваль     |                                                               |                                     |                                     |
| 1995                                       | Приз Міжнародної Католицької організації в царині кіно (OCIC) | Сьома кімната                       | Перемога                            |
| 1995                                       | Приз Ельвіри Нотарі — Спеціальна згадка                       | Сьома кімната                       | Перемога                            |